# Bald Headed Woman
Pistes de My Generation
I Can't Explain Daddy Rolling Stone
Bald Headed Woman est une chanson traditionnelle américaine. Elle est reprise par les Kinks sur leur premier album, mais également par les Who. On peut la trouver sur les bonus de l'édition deluxe de l'album My Generation.

## Genèse et enregistrement
C'est une chanson de « chain-gang », autrement dit un vieux traditionnel chanté par les forçats du Sud des États-Unis. Elle été enregistrée par les Who, les Kinks et les Sneekers pour prodiguer des royalties à leur producteur, Shel Talmy.
La version des Who est enregistrée la deuxième semaine de novembre 1964. Elle paraît en face B du single I Can't Explain.

## Caractéristiques artistiques
Cette chanson est remarquable par la voix gouailleuse de Roger Daltrey, mais également par la piste de guitare. Celle-ci est jouée par Jimmy Page, fameux musicien de studio à l'époque. C'est l'une des premières lignes de guitares jouée avec un effet fuzz, effet dont Page est l'un des pionniers. 
Jimmy Page joue également sur la version des Sneekers parue en octobre  1964.